# Chiesa di Santa Maria del Gonfalone (Fano)
La ex chiesa di Santa Maria del Gonfalone è stata un luogo di culto del centro storico di Fano, lungo via Rinalducci.

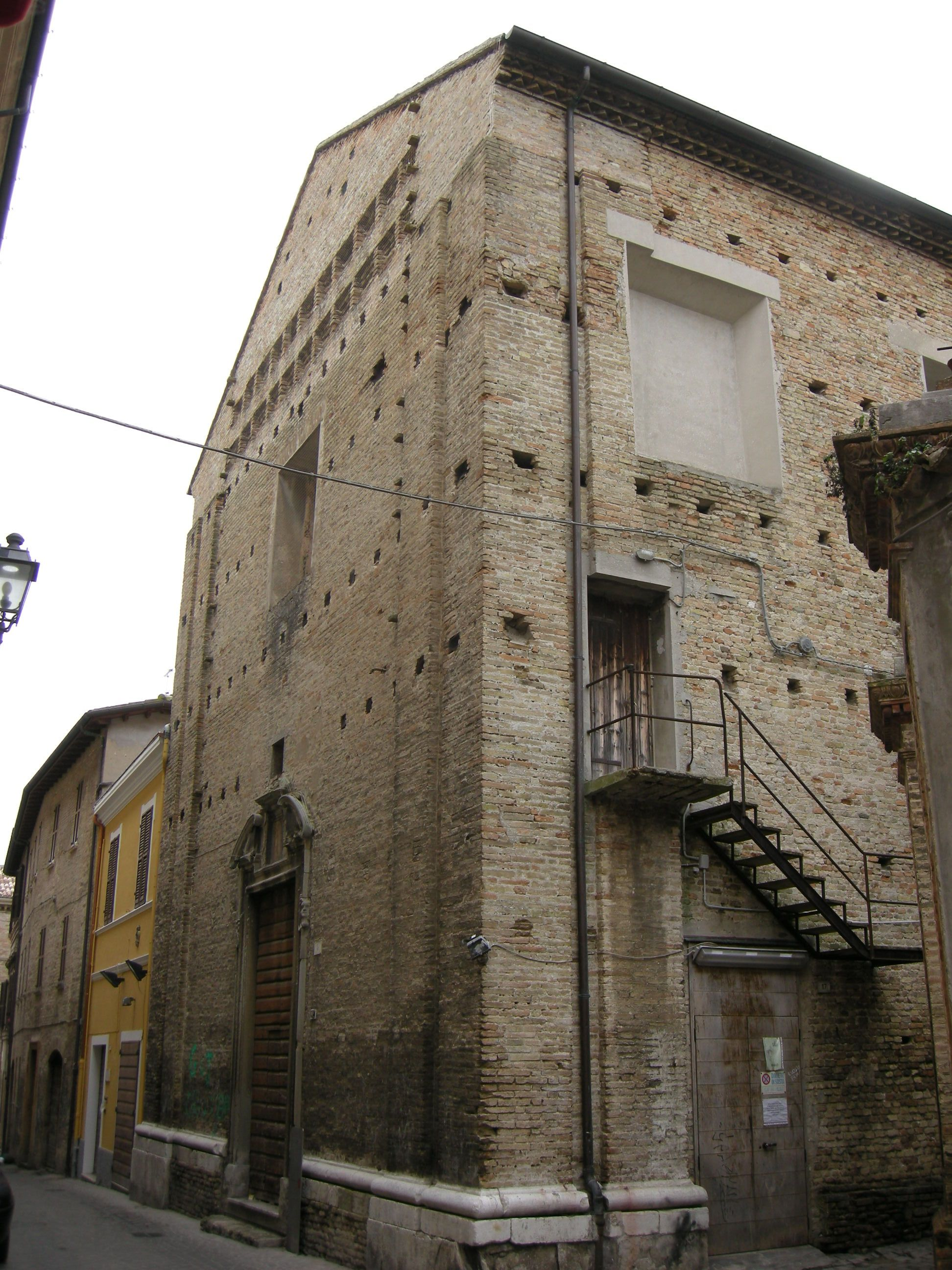
Facciata

## Storia
La chiesa fu eretta agli inizi del Seicento dalla Confraternita del Gonfalone su di un edificio preesistente. Nota prima del 1589 come Chiesa di Santa Maria della Carità, fu poi chiamata anche Chiesa della Madonna di Loreto per la presenza al suo interno di un altare dedicato alla Vergine lauretana. La Confraternita di Santa Maria del Gonfalone o della Carità era composta da membri della nobiltà fanese ed espletava funzioni di valore sociale e religioso, particolarmente rivolte a donne anziane, alle quali forniva alloggio al piano terra dell'edificio, e ai bambini, per i quali provvedeva all'istruzione religiosa. Nel 1641 fu concessa l'ufficiatura della chiesa alla Compagnia del Gesù.
Nel corso del '900 la chiesa fu sconsacrata e adibita a sala cinematografica e teatrale.

## Descrizione
Architettura
All'esterno l'edificio presenta un profilo a capanna con una facciata di mattoni a vista, riquadrata in basso da un basamento in pietra bianca. Il portale in pietra calcarea ha un frontone curvo spezzato, sopra di esso si apre un finestrone strombato privo di cornice, ai lati ci sono finestre cieche delle stesse dimensioni.
Ciascuna delle pareti dell'unica navata è scandita da cinque campate cieche con arco a tutto sesto in stile neoclassico; le arcate si inseriscono in un partito di lesene e cornici modanate, oltre le quali si dispone una teoria di finestre cieche; solo le finestre poste in corrispondenza del presbiterio sono tamponate con vetri. Sulla parete di fondo campeggia una grande arcata.
Soffitto
All'interno è conservato un soffitto ligneo a lacunari ottagoni del 1606, ad opera dell'intagliatore Matteo Carloni da Mondolfo, con al centro un medaglione con l'immagine di Santa Maria della Carità, opera di maestranze veneziane.